# Trại trẻ mồ côi

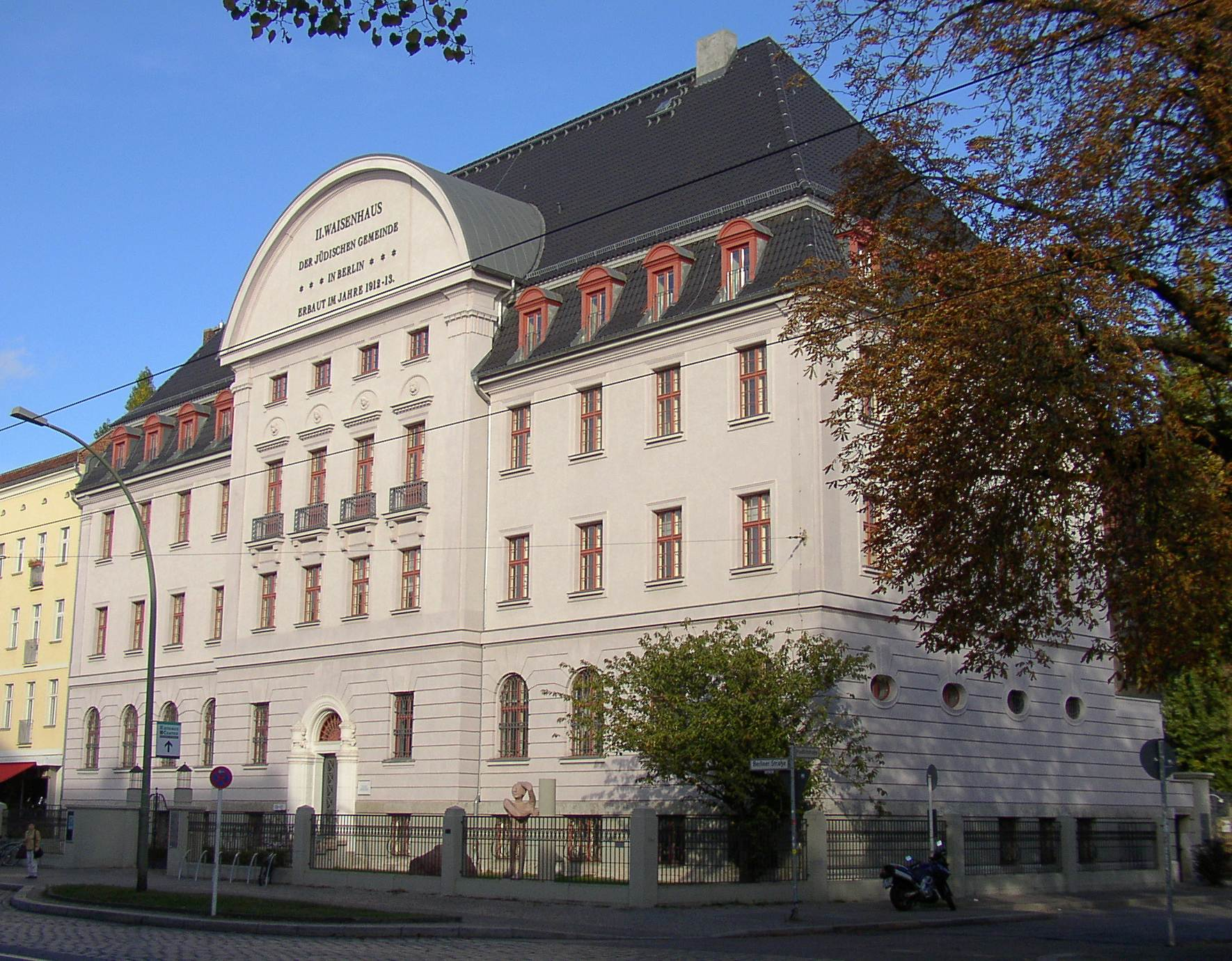
Một cô nhi viện ở Đức

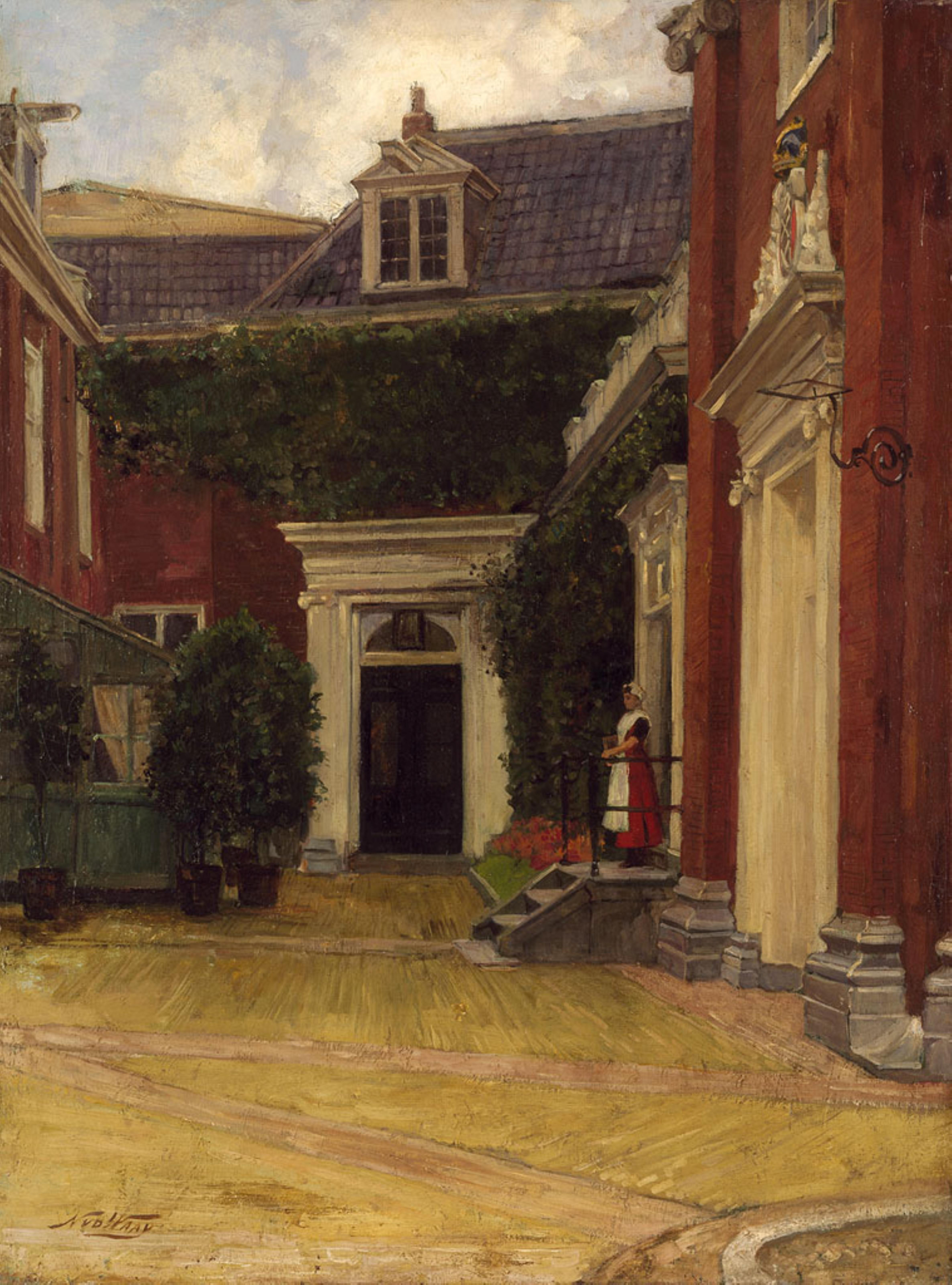
Họa phẩm về một cô nhi viện

Trại trẻ mồ côi hay cô nhi viện (ở Việt Nam còn được gọi là mái ấm tình thương hay là mái ấm nhà mở) là những cơ sở nhằm mục đích thu nhận, nuôi dưỡng, chăm sóc và giáo dục trẻ mồ côi (là những trẻ em có cha mẹ đã chết hoặc không có đủ điều kiện, khả năng hay không muốn chăm sóc cho những trẻ này). Cha mẹ, và đôi khi ông bà có trách nhiệm về mặt pháp lý để chăm sóc, nuôi dưỡng, hỗ trợ trẻ em, nhưng trong trường hợp không có điều kiện do hoàn cảnh éo le hoặc không người thân khác sẵn sàng để chăm sóc cho các trẻ em, thì những trẻ mồ côi này trở thành một đối tượng chăm sóc của nhà nước và xã hội và những trại trẻ mồ côi là một trong những cách thức thể hiện cho việc chăm sóc và là nhà mái nhà, gia đình của những trẻ mồ côi. Đây là một trong những phúc lợi xã hội, chính sách an sinh, thiện nguyện xã hội của mỗi quốc gia. Tuy nhiên, một số trại trẻ mồ côi, đặc biệt là ở các nước đang phát triển do điều kiện quản lý chưa tốt, nhận thức chưa thật đầy đủ thì trẻ em ở đó có thể bị tổn thương ngay từ chính những cơ sở nuôi dưỡng này như việc bị ghét bỏ, ghẻ lạnh, ngược đãi hành hạ, lạm dụng sức lao động, lạm dụng tình dục trẻ em.

## Một số nước

### Việt Nam
Cô nhi viện xuất hiện ở Việt Nam dưới thời Pháp thuộc khi các dòng tu Công giáo đảm nhiệm nuôi trẻ nhỏ bị bỏ rơi. Sang thế kỷ XX cơ quan xã hội Caritas thuộc giáo hội Công giáo La Mã hoạt động điều hành nhiều cơ sở. Cô nhi viện do giáo hội Phật giáo điều hành chỉ xuất hiện vào thập niên 1960. Tính đến đầu thập niên 1970 thì trên toàn quốc Việt Nam Cộng hòa có 120 cô nhi viện chăm sóc 19,000 trẻ em. Bộ Xã hội có phát phụ cấp giúp các cô nhi viện trang trải chi phí. Chính sách của Chính phủ Việt Nam Cộng hòa lúc bấy giờ là chỉ cho người ngoại quốc nhận nuôi cô nhi người Việt nếu có đủ giấy tờ chứng minh cả hai cha mẹ đã mất nên cô nhi Việt Nam gửi ra ngoại quốc rất ít. Riêng các cô nhi viện Phật giáo thì không chấp nhận giao em nào cho cha mẹ nuôi cả dù gia đình xin nhận là người Việt vì ngờ rằng nhiều em sẽ bị bạo hành hoặc bị dùng như người ở để sai khiến. Một nhân vật xuất chúng từng sinh sống ở cô nhi viện thời Việt Nam Cộng hòa là Philipp Rösler. Ông được một gia đình Tây Đức nhận nuôi lúc chín tháng tuổi.
Vào thời kỳ Cộng hòa Xã hội Chủ nghĩa Việt Nam, đến thế kỷ XXI, Việt Nam có khoảng trên 150.000 trẻ em mồ côi nhưng chỉ có gần 12.000 em được nuôi dưỡng tại các trung tâm bảo trợ xã hội (chiếm tỷ lệ chưa đến 10%). Còn rất nhiều địa phương có số lượng trẻ mồ côi rất đông và Nhà nước hầu như không đủ sức thực hiện công tác chăm sóc trẻ em mồ côi, nên họ cần phải kêu gọi sự hảo tâm của các cơ quan, cá nhân, tổ chức trong và ngoài nước hỗ trợ trong lĩnh vực này. Nhiều địa phương đã có những hoạt động quan tâm đến các trại trẻ mồ côi như ây dựng nhà tình bạn, tủ sách thiếu nhi cho mái ấm, khám chữa bệnh...... Nhiều tổ chức tôn giáo cũng thành lập các cô nhi viện và nhận nuôi các trẻ mồ côi. Gần dây dư luận xôn xao về vụ việc chùa Bồ Đề liên quan tới việc buôn bán các trẻ em. Trên một số phương tiện thông tin đã xuất hiện thông tin chùa Bồ Đề thành "kênh trung gian" mua bán trẻ mồ côi, mỗi trẻ nếu được nhận làm con nuôi, nhà chùa sẽ được "cung tiến" từ vài chục đến hàng trăm triệu đồng từ những người nhận nuôi.

### Trung Quốc
Báo chí Trung Quốc có đề cập về mối liên hệ giữa các tổ chức bắt cóc trẻ em nông thôn và một số cô nhi viện. Một số lãnh đạo và cán bộ cô nhi viện đã phải ra tòa vì hám lợi và xem thường đạo đức. Một số cô nhi viện đã mua các bé từ những kẻ buôn trẻ và bán chúng lại cho các cô nhi viện khác để phục vụ việc cho phép người nước ngoài nhận con nuôi. Tiền gửi cho cô nhi viện là khoản bồi dưỡng cho việc chăm sóc các em, nhưng cũng như nhiều dịch vụ do nhà nước quản lý ở Trung Quốc, các cô nhi viện thường dính líu vào việc lạm dụng tài chính.

### Anh quốc
Tại Vương quốc Anh có nhiều trại trẻ mồi côi được xây dựng quy mô và nổi tiếng cụ thể là:
| Năm thành lập | Tên                                                              | Địa điểm                                       | Người sáng lập               |
| ------------- | ---------------------------------------------------------------- | ---------------------------------------------- | ---------------------------- |
| 1795          | Bristol Asylum for Poor Orphan Girls (Blue Maids' Orphanage)     | nr Stokes Croft turnpike, Bristol              |                              |
| 1800          | St Elizabeth's Orphanage of Mercy                                | Eastcombe, Glos                                |                              |
| 1813          | London Asylum for Orphans                                        | Hackney, Luân Đôn                              | Rev Andrew Reed              |
| 1822          | Female Orphan Asylum                                             | Brighton                                       | Francois de Rosaz            |
| 1827          | Infant Orphan Asylum                                             | Wanstead                                       | Rev Andrew Reed              |
| 1829          | Sailor Orphan Girls School                                       | Luân Đôn                                       |                              |
| 1836          | Ashley Down orphanage                                            | Bristol                                        | George Müller                |
| 1844          | Asylum for Fatherless Children                                   | Purley                                         | Rev Andrew Reed              |
| 1854          | Wolverhampton Orphan Asylum                                      | Goldthorn Hill, Wolverhampton                  | John Lees                    |
| 1856          | Wiltshire Reformatory                                            | Warminster                                     |                              |
| 1860          | Major Street Ragged Schools                                      | Liverpool                                      | Canon Thomas Major Lester    |
| 1861          | St. Philip Neri's orphanage for boys                             | Birmingham                                     | Oratorians                   |
| 1861          | Adult Orphan Institution                                         | St Andrew's Place, Regent's Park, London       |                              |
| 1861          | British Orphan Asylum                                            | Clapham, Luân Đôn                              |                              |
| [1861]        | Female Orphan Asylum                                             | Westminster Road, Luân Đôn                     |                              |
| 1861          | Female Orphan Home                                               | Charlotte Row, St Peter Walworth, Luân Đôn     |                              |
| 1861          | Jews' Orphan Asylum                                              | Goodmans Fields, Whitechapel, luân Đôn         |                              |
| 1861          | London Orphan Asylum                                             | Hackney, Luân Đôn                              |                              |
| 1861          | Merchant Seamen's Orphan Asylum                                  | Bromley St Leonard, Bow, Luân Đôn              |                              |
| 1861          | Orphan Working School                                            | Haverstock Hill, Kentish Town, Luân Đôn        |                              |
| 1861          | Cô nhi viện                                                      | Eagle House, Hammersmith, Luân Đôn             |                              |
| 1861          | The Orphanage Asylum                                             | Christchurch, Marylebone, Luân Đôn             |                              |
| 1861          | The Sailors' Orphan Girls' School & Home                         | Hampstead, Luân Đôn                            |                              |
| 1862          | Swansea Orphan Home for Girls                                    | Swansea                                        |                              |
| 1865          | The Boys' Home Regent's Park                                     | Luân Đôn                                       |                              |
| 1866          | Dr Barnado's                                                     | various                                        | Dr Thomas Barnado            |
| 1866          | National Industrial Home for Crippled Boys                       | Luân Đôn                                       |                              |
| 1867          | Peckham Home for Little Girls                                    | Luân Đôn                                       | Maria Rye                    |
| 1868          | The Boys' Refuge                                                 | Bisley                                         |                              |
| 1868          | Royal Albert Orphanage                                           | Worcester                                      |                              |
| 1868          | Worcester Orphan Asylum                                          | Worcester                                      |                              |
| 1869          | Ely Deaconesses Orphanage                                        | Bedford                                        | Rev TB Stevenson             |
| 1869          | Orphanage and Almshouses                                         | Erdington                                      | Josiah Mason                 |
| 1869          | The Neglected Children of Exeter                                 | Exeter                                         |                              |
| 1869          | Alexandra Orphanage for Infants                                  | Hornsey Rise, Luân Đôn                         |                              |
| 1869          | Stockwell Orphanage                                              | London                                         | Charles Spurgeon             |
| 1869          | New Orphan Asylum                                                | Upper Henwick, Worcs                           |                              |
| 1869          | Wesleyan Methodist National Children's Homes                     | various                                        | Rev Thomas Bowman Stephenson |
| 1869          | London Orphan Asylum                                             | Watford                                        |                              |
| 1870          | Fegans Homes                                                     | London                                         | James William Condell Fegan  |
| 1870          | Manchester and Salford Boys' and Girls' Refuge                   | Manchester                                     |                              |
| 1871          | Wigmore                                                          | West Bromwich and Walsall                      | WJ Gilpin                    |
| 1872          | Middlemore Home                                                  | Edgbaston                                      | Dr John T. Middlemore        |
| 1872          | St Theresa Roman Catholic Orphanage for Girls                    | Plymouth                                       |                              |
| 1873          |                                                                  | Ryelands Road Leominster                       |                              |
| 1874          | Cottage Homes for Children                                       | West Derby                                     | Mrs Nassau Senior            |
| 1875          | Aberlour Orphanage                                               | Aberlour, Scotland                             | Rev Charles Jupp             |
| 1877          | All Saints Boys' Orphanage                                       | Lewisham, Luân Đôn                             |                              |
| 1880          | Birmingham Working Boy's Home (for boys over the age of 13)      | Birmingham                                     | Major Alfred V. Fordyce      |
| 1881          | The Waifs and Strays' Society                                    | East Dulwich, London                           | Edward de Montjoie Rudolf    |
| 1881          | Catholic Childrens Protection Society                            | Liverpool                                      |                              |
| 1881          | Dorset County Boys Home                                          | Milborne St Andrew                             |                              |
| 1881          | Brixton Orphanage                                                | Brixton Road, Lambeth, Luân Đôn                |                              |
| 1881          | Jews Hospital & Orphan Asylum                                    | Knights Hill Road, Norwood, Luân Đôn           |                              |
| 1881          | Orphanage Infirmary                                              | West Square, London Road, Southwark, London    |                              |
| 1881          | Orphans' Home                                                    | South Street. London Road, Southwark, Luân Đôn |                              |
| 1882          | St Michael's Home for Friendless Girls                           | Salisbury                                      |                              |
| 1890          | St Saviour's Home                                                | Shrewsbury                                     |                              |
| 1890          | Orphanage of Pity                                                | Warminster                                     |                              |
| 1890          | Wolverhampton Union Cottage homes                                | Wolverhampton                                  |                              |
| 1892          | Calthorpe Home For Girls                                         | Handsworth, Birmingham                         |                              |
| 1918          | Painswick Orphanage                                              | Painswick                                      |                              |
| Không rõ      | Clio Boys' Home                                                  | Liverpool                                      |                              |
| Không rõ      | St Philip's Orphanage, (RC Institution for Poor Orphan Children) | Brompton, Kensington                           |                              |

### Rumani
| #   | Năm  | Tổng số trẻ NN quản lý. | Số trẻ ở cô nhi viện |
| --- | ---- | ----------------------- | -------------------- |
| 1.  | 1990 | 47.405                  | 25,870               |
| 2.  | 1994 |                         | 52,986               |
| 3.  | 1997 | 51.468                  | 39,569               |
| 4.  | 1998 | 55.641                  | 38,597               |
| 5.  | 1999 | 57.087                  | 33,356               |
| 6.  | 2000 | 87.753                  | 57,181               |
| 7.  | 2001 | 87.889                  | 57,060               |
| 8.  | 2002 | 87.867                  | 49,965               |
| 9.  | 2003 | 86.379                  | 43,092               |
| 10. | 2004 | 84.445                  | 37,660               |
| 11. | 2005 | 83.059                  | 32,821               |
| 12. | 2006 | 78.766                  | 28,786               |
| 13. | 2007 | 73.793                  | 26,599               |
| 14. | 2008 | 71.047                  | 24,979               |
| 15. | 2009 | 68.858                  | 24,227               |
| 16. | 2010 | 62.000                  | 19,000               |
| 17. | 2011 | 50.000                  | 10,833               |